# مخاطر مهنية في طب الأسنان
المخاطر المهنية في طب الأسنان هي مخاطر مهنية ترتبط على وجه التحديد ببيئة العناية بالأسنان. يجب على أعضاء فريق طب الأسنان، بما في ذلك أطباء الأسنان، وأخصائيو الصحة، والممرضات وأخصائيو الأشعة، التأكد من اتباع البروتوكولات المحلية لتقليل المخاطر.

## الإشعاع
يمكن أن يؤدي التعرض للإشعاع إلى أضرار، إما حتمية أو تصادفية. تحدث التأثيرات الحتمية عند تجاوز عتبة معينة من الإشعاع، كالحروق والساد. الأحداث التصادفية هي أحداث عشوائية تحدث بعد التعرض للإشعاع بجرعة غير مرتبطة بعتبة معينة كالتسرطن. رغم وجود الإشعاع بشكل طبيعي في البيئة، يجب أن يقتصر التعرض الإضافي على الأغراض الطبية التي تتفوق فيها الفائدة على المخاطر تجاه كل من العاملين والمرضى.
تؤكد المبادئ التوجيهية للاتحاد الدولي لطب الأسنان أن مشغلي معدات التصوير الشعاعي السني يجب أن يكونوا مدربين ومؤهلين بشكل كافٍ. عند تشغيل المعدات، يجب أن يكون العامل على بعد مترين على الأقل من المصدر، بعيدًا عن الشعاع الأساسي وخلف الدرع الواقي أو الجدار حيثما أمكن. يوصي المجلس القومي للحماية من الإشعاع ومقره الولايات المتحدة بتثبيت الدرع بواسطة خبير ويمكن استبدال الرصاص بالجص أو الصلب أو الخرسانة لتوفير سمك مناسب. بالإضافة إلى ذلك، يجب مراعاة مجال الرؤية أثناء تصميم الدرع للسماح بالمراقبة المستمرة للمريض.
يجب فحص المعدات بانتظام، وتختلف الفحوصات اعتمادًا على التشريعات المحلية، مع وجود شخص اعتباري معين أو موظف مسؤول عن تنظيم الشيكات. قد تؤدي المعدات المعيبة إلى زيادة التعرض للإشعاع أو تعرض العاملين أو المرضى له دون قصد.

## المواد الخطرة
هيبوكلوريت الصوديوم هو سائل إرواء شائع الاستخدام في معالجة لب الأسنان لحل المادة العضوية وقتل الميكروبات، ما يسمح بإزالة مصدر العدوى. تشير تقارير الحالات إلى وجود خطر حروق كيميائية للعيون على أخصائيي الأسنان نتيجة التعرض لهيبوكلوريت الصوديوم.
يستخدم أكسيد النيتروس بشكل شائع في طب الأسنان كوسيلة للتهدئة الواعية بالاستنشاق، خاصةً للأطفال. أُثبت أن هذه طريقة آمنة للغاية لتهدئة المرضى سواء في الحالات الطبية العادية أو طب الأسنان. رغم ذلك، تشير الدلائل التاريخية إلى زيادة محتملة في خطر الإجهاض التلقائي بين طبيبات الأسنان الحوامل، وزيادة الخطر مع زيادة زمن التعرض لمادة أكسيد النيتروز المهدئة وغياب معدات الكسح لإزالة أي غاز متسرب. 
الحشوة الملغمية هو حشوة تحتوي على الزئبق تستخدم لملء التجاويف بمجرد إزالة تسوس الأسنان. وجب تقليل استخدام حشوات الأسنان المحتوية على الزئبق بشكل تدريجي وفقًا لاتفاقية ميناماتا، لكن بقي استخدامه واسع الانتشار. توجد علاقات ضعيفة بين التعرض للزئبق والإجهاض التلقائي والتشوهات الخلقية وضعف الخصوبة. 

## الضبوبات السنية
الضبوبات السنية هي الضبوبات التي تنتجها أدوات وأجهزة طب الأسنان مثل المقلحة فوق الصوتية، وقبضة الأسنان، والمحاقن ثلاثية الاتجاه وأدوات أخرى عالية السرعة. تعد هذه الضبوبات السنية أيضًا ضبوبات بيولوجيات ملوثة ببكتيريا وفطريات وفيروسات تجويف الفم والجلد والمياه المستخدمة في وحدات طب الأسنان. تحتوي ضبوبات الأسنان أيضًا على جزيئات مكروية من مثقب الأسنان، وجزيئات السيليكا التي تعد إحدى مكونات حشوة الأسنان مثل الحشوة الضوئية. تُعلق هذه الضبوبات في الهواء ضمن البيئة السريرية. يمكن أن تشكل هذه الضبوبات مخاطر على الطبيب والعاملين والمرضى الآخرين أيضًا. اعتمادًا على الإجراء والموقع، قد يتغير تكوين الضبوب من مريض لآخر. بصرف النظر عن الكائنات الحية الدقيقة، قد تتكون هذه الضبوبات من جزيئات من اللعاب، والدم، والإفرازات الفموية الأنفية، وسوائل اللثة، والجزيئات الدقيقة الناتجة عن احتكاك الأسنان ببعضها. تُعلق الجسيمات الثقيلة (> 50 ميكرومتر) من الضبوب في الهواء لفترة قصيرة نسبيًا وتسقط سريعًا، لكن تميل الجسيمات الأخف إلى البقاء معلقة لفترات أطول وتكون قادرة على دخول الرئتين والتراكم فيها عند استنشاقها وتمتلك القدرة على نقل الأمراض. قد تكون المياه المستخدمة في عيادات طب الأسنان ملوثة بضبوبات قبضات الأسنان التي قد تنتشر في عيادة الأسنان ما قد يؤدي إلى استنشاقها من قبل طبيب الأسنان والعاملين معه والمرضى. قد تكون خطوط المياه في عيادة طب الأسنان ملوثة ببكتيريا أخرى مثل المتفطرات والزوائف الزنجارية.